# L'Express
L’Express é uma revista de notícias semanal francesa, pertencente ao Grupo Express-Roularta.

## História
O primeiro número de L'Express foi lançado em 16 de maio de 1953, como suplemento semanal do jornal Les Échos. Foi criado por dois jornalistas de talentos complementares: Françoise Giroud, então diretora da revista Elle e Jean-Jacques Servan-Schreiber (JJSS), antigo editorialista do Monde.
L'Express se propunha a ser uma publicação generalista e de apoio a Pierre Mendès France e suas idéias reformistas. Por suas posições anticolonialistas, agradou o público jovem. Foi um dos únicos veículos da imprensa francesa a denunciar a tortura praticada pelo exército francês durante a Guerra da Argélia. Também por suas posições, a revista foi várias vezes censurada, durante a Quarta República
Graças ao prestígio do seu diretor, Jean-Jacques Servan-Schreiber (JJSS), L'Express atraiu ilustres colaboradores, como Albert Camus, Jean-Paul Sartre, André Malraux, François Mauriac e Françoise Sagan.
Em 1964, L'Express adotou o modelo de revista semanal de informação, semelhante a Der Spiegel e Time. Essa profunda mudança provocou a saída de um dos seus principais destaques, o jornalista Jean Daniel, que retorna ao France Observateur para transformá-lo em  Le Nouvel Observateur.  
A tiragem crescia a cada semana. L'Express era o grande sucesso da imprensa dos anos 1960. A partir de 1966, torna-se politicamente "neutra," embora Servan-Schreiber continuasse sendo considerado um editorialista político de centro-esquerda. 
Uma crise importante ocorre em 1971, quando JJSS decide ingressar na vida político-partidária. Na ocasião, muitos jornalistas deixam a revista, acompanhando Claude Imbert, que irá fundar Le Point
Nessa época, L'Express torna-se novamente uma publicação engajada, agora contra o gaullismo, então encarnado pelo Presidente da República, Georges Pompidou. Em 1974, JJSS volta à revista.
Em 1977, Servan-Schreiber vende inesperadamente L'Express ao financista Jimmy Goldsmith. Jean-François Revel assume a direção de L'Express, tendo Olivier Todd como redator chefe. Ambos estiveram na origem da revelação de que Georges Marchais teria sido voluntário do Serviço do Trabalho Obrigatório (STO), instituído à época da ocupação alemã, o que provocou um escândalo, pouco antes das eleições presidenciais de 1981. Posteriormente, por uma cobertura considerada desfavorável ao presidente Valéry Giscard d'Estaing, Todd é despedido pelo proprietário, Goldsmith. Solidário, Jean-François Revel pede demissão. O jornal muda então sua  orientação editorial, para se posicionar claramente à direita, no início dos anos 1980.
L'Express pertenceu sucessivamente aos grupos Alcatel, Dassault. Desde 2006, pertence ao grupo belga Roularta Media Group.

## Antigos dirigentes
- Françoise Giroud, diretora de 1969 a 1975.
- Pierre Viansson-Ponté, redator chefe de 1953 a 1958
- Jean Ferniot
- Claude Imbert, redator chefe  de 1964 a 1971
- Philippe Grumbach, diretor de 1975 a 1978
- Jean-François Revel, diretor 1978 a 1981
- Olivier Todd, redator chefe de 1978 a 1981
- Yann de l'Écotais, diretor da redação de 1987 a 1994
- Christine Ockrent 1994 a 1996
- Denis Jeambar, diretor de 1996 até agosto d 2006

## Colaboradores famosos
- François Mauriac
- Albert Camus
- André Malraux
- Jean-Paul Sartre
- François Mitterrand
- Pierre Mendès France
- Françoise Sagan
- Pierre Salinger entre 1973 et 1978
- Madeleine Chapsal
- Roger Priouret
- Alfred Sauvy
- Pierre Péan
- Jean Daniel
- Raymond Aron
- Fernando Arrabal
- Jacques Attali
- Jacques Derogy, de 1959 à 1987

## Circulação
| Ano     | 2001    | 2002    | 2003    | 2004    | 2005    | 2006    |
| ------- | ------- | ------- | ------- | ------- | ------- | ------- |
| Tiragem | 551 875 | 546 302 | 542 891 | 540 498 | 538 617 | 550 334 |

FONTE: OJD, 2007.